# Filosofía de las ciencias sociales
La filosofía de las ciencias sociales es una rama de la filosofía que estudia la lógica y el método de las ciencias sociales, mientras que las ciencias sociales describen principalmente los fenómenos asociados a la interacción entre individuo y sociedad.

## Concepciones de la sociedad
Toda concepción de la sociedad humana, y en rigor e cualquier objeto concreto, tiene dos componentes: una ontológica y la otra metodológica. La primera concierne a la naturaleza de la sociedad (y los entes que se considera existen en la sociedad), la segunda a la manera más adecuada de estudiarla. Nos ocuparemos de tres "ismos": individualismo, globalismo y sistemismo.

### Individualismo
Ontología: Una sociedad es un conjunto de individuos. Las totalidades supraindividuales son conceptuales, no concretas. Puesto que las totalidades sociales son abstracciones, no tienen propiedades globales emergentes: toda propiedad social es una resultante o agregación de propiedades de los individuos que componen la sociedad. Puesto que no hay propiedades sistémicas, una sociedad no puede actuar sobre sus miembros: la presión de grupo es la totalidad de las presiones que ejercen los miembros del grupo. La interacción entre dos sociedades consiste en la interacción entre sus miembros individuales. Y el cambio social es la totalidad de los cambios de los componentes individuales de la sociedad.
Metodología: El estudio de la sociedad es el estudio de sus componentes. La explicación última de los hechos sociales debe buscarse en la conducta individual. Las hipótesis y teorías sociológicas se ponen a prueba observando el comportamiento de los individuos.

### Globalismo
Ontología: Una sociedad es una totalidad que trasciende a sus miembros. Una sociedad tiene propiedades globales o gestalt. Estas propiedades son emergentes, o sea, no se reducen a propiedades de los individuos. La sociedad actúa sobre sus miembros más fuertemente de lo que éstos actúan sobre la sociedad. La interacción entre dos sociedades es de totalidad a totalidad. Y el cambio social es supraindividual aun cuando afecta a los miembros individuales de la sociedad.
Metodología: El estudio de la sociedad es el estudio de sus propiedades y cambios globales. Los hechos sociales se explican en términos  de unidades supraindividuales tales como el Estado, o de fuerzas supraindividuales tales como el destino nacional. La conducta individual puede entenderse (aunque acaso no se explique) en términos del individuo en cuestión y de la acción de la sociedad íntegra sobre él. Las hipótesis y teorías sociológicas o bien no son comprobables empíricamente (globalismo anticientífico) o bien se contrastan con datos sociológicos e históricos (globalismo de orientación científica).

### Sistemismo
Ontología: Una sociedad ni es un conjunto de individuos ni un ente supraindividual: es un sistema de individuos interconectados.
Puesto que una sociedad es un sistema, tiene propiedades sistémicas y globales. Algunas de éstas son resultantes o reductibles y otras son emergentes: están enraizadas en los individuos y sus interacciones pero ellos no las poseen.
La sociedad no puede actuar sobre sus miembros, pero los miembros de un grupo pueden actuar individualmente sobre un individuo, y el comportamiento de todo individuo está determinado no solo por su equipo genético sino también por la función que desempeña en la sociedad. La interacción entre dos sociedades es reductible a la interacción interpersonal, pero cada individuo ocupa un lugar determinado en su sociedad y actúa en función del mismo más que a título privado. Y el cambio social es un cambio de estructura social, por lo tanto es un cambio tanto social como individual.
Metodología: El estudio de la sociedad es el estudio de los rasgos socialmente relevantes del individuo así como la investigación de las propiedades y cambios de la sociedad en su conjunto.
La explicación de los hechos sociales debe buscarse tanto en los individuos y grupos como en sus interacciones. La conducta individual es explicable en función de las características biológicas, psicológicas y sociales del individuo-en-sociedad. 
Las hipótesis y teorías sociológicas han de ponerse a prueba confrontándolas con datos sociológicos e históricos. Pero éstos se construyen a partir de datos referentes a individuos y subsistemas (o grupos), ya que solo éstos son (parcialmente) observables.

## Ciencias sociales y naturales

### Diferencias entre ciencias naturales y sociales
Los científicos sociales que sostienen que no es adecuado utilizar en las ciencias sociales el mismo método empleado en las ciencias naturales, basan su postura en la finalidad asociada a los hechos sociales y a la conducta humana. Richard S. Rudner escribió:{{cita|“Todas las ciencias sociales tienen una preocupación común con respecto al comportamiento que responde a un propósito y a los sistemas dirigidos hacia un objetivo, o sistemas teleológicos. Los fenómenos que denominamos «sociales» suelen ser casi invariablemente aquellos de los que decimos igualmente que responden a un propósito. Por ello, importantes escritores han sostenido que para las ciencias sociales es apropiada una metodología totalmente diferente”.
“En todas las ciencias sociales, pero más característicamente en la sociología, la antropología y ciencia política, los problemas de tratar con fenómenos teleológicos surgen más intensamente en conexión con lo que frecuentemente se llama funcionalismo, o enfoque funcional”.
Teniendo presente la secuencia que va desde las partículas nucleares, átomos, moléculas, células, organismos y vida inteligente, se observa una continuidad entre la materia y la vida que haría innecesaria una diversificación de métodos en las distintas ramas de la ciencia. Además, la descripción de fenómenos teleológicos mediante los sistemas complejos adaptativos favorece la utilización del método general de la ciencia experimental.

### Comparación entre ciencias naturales y sociales
Morris R. Cohen escribió: “La diferencia entre las ciencias naturales y sociales no es accidental ni puede eliminarse tan fácilmente por la mera resolución de hacerlo. En primer término, el objeto del estudio de las ciencias sociales es intrínsecamente más complicado, en el sentido de que debemos vérnoslas, allí, con más variables que en la física o en la biología. En estas últimas ciencias, los especímenes pueden obtenerse más fácilmente, asimismo, podemos experimentar a voluntad, variando las condiciones una por vez y llegando, así, con mayor rapidez, a respuestas definidas”. 
“En segundo término, se presenta la dificultad subjetiva de conservar la ecuanimidad científica en el estudio de los problemas humanos. Son pocos los seres humanos capaces de considerar serena e imparcialmente los dos lados de problemas tales como el socialismo, el amor libre o el control de los nacimientos. Las opiniones sobre estas cuestiones no son examinadas con la neutralidad ética con que se examinan las teorías acerca del protoplasma, el éter, el átomo, etc.”
“El progreso de la ciencia depende siempre de nuestro enjuiciamiento de lo plausible, de lo aceptado comúnmente, de lo aparentemente evidente por sí mismo. ¿Pero cómo podremos admitir que ignoramos una cuestión social sobre la cual no hay nadie que no tenga una opinión definida? Tenemos la tentación de decir, entonces que –para parafrasear a Bertrand Russell- la razón por la cual los investigadores sociales no arriban a la verdad con mayor frecuencia es que, por lo general, no lo quieren. El deseo de alcanzar la verdad es, después de todo, una motivación humana tardía y relativamente poco desarrollada, si se la compara con las motivaciones mucho más vitales e importantes como la aprobación social”.

## Enfoques en ciencias sociales

### Positivismo
El método científico positivista surge a mediados del siglo XIX de la mano de Auguste Comte. Desde esta perspectiva, lo prioritario del conocimiento científico es su base empírica. Todo enunciado que pretenda ser científico debe referirse a entidades observables, es decir, a hechos o fenómenos que sean susceptibles de ser cuantificados y medidos. Su metodología se basa en la utilización de técnicas como la observación, la medición, la experimentación y la comparación. Todo aquello que no permita la utilización de estas técnicas queda relegado al campo de lo extracientífico. El positivismo comteano constituyó un intento por erradicar las explicaciones metafísicas de las ciencias sociales, oponiéndoles un conocimiento racional de lo estrictamente fáctico. Lo positivo se opuso a lo metafísico como lo real a lo especulativo.
Es oportuno mencionar que en la propia física aparecen magnitudes intermedias, que no pueden medirse, pero que permiten el cálculo de otras que sí se pueden medir. Además, la “observación” de partículas subatómicas casi siempre es indirecta, por lo que un positivismo estricto resultaría ineficaz incluso en las ciencias naturales.

### Historicismo
La escuela historicista aparece en Alemania a fines del siglo XIX y se opone al positivismo en cuanto a la unicidad metódica. Wilhelm Dilthey considera que la diferencia entre ciencias del espíritu y ciencias de la naturaleza hace imposible la utilización de la misma metodología para ambas. Porque mientras en las últimas el objeto de estudio es exterior al sujeto, en las primeras el sujeto es parte del objeto estudiado. Las ciencias de la naturaleza buscarán explicar relaciones de causalidad; las del espíritu, por el contrario, deberán basar su método en la comprensión. 
Max Weber se inscribe en esta tradición teórica. Es considerado uno de los teóricos sociales más importantes y el gestor de la sociología comprensiva. Este autor enfatizó la necesidad de construir una ciencia social objetiva pero teniendo en cuenta que la particularidad de la actividad humana es estar provista de significado y teñida, al igual que el investigador, de valores. Esos valores no son universales y ahistóricos sino que responden a circunstancias históricas y culturales particulares.

### Experimentalismo
Una de las modalidades de investigación más ampliamente utilizada en las ciencias naturales es la experimentación controlada. Trasladar esta modalidad a la investigación social supone la manipulación de variables y sujetos sociales. Esto tiene dos consecuencias: por un lado, el ejercicio del poder para modificar variables sociales actúa, en sí mismo, como una variable que puede modificar los resultados de la investigación. Por otro lado, una vez alteradas las condiciones iniciales por la introducción de cambios, se hace imposible repetir el experimento (no se puede volver a las condiciones iniciales). Y esto constituye un requisito indispensable para determinar si los efectos observados son o no constantes. El margen de las ciencias sociales para realizar este tipo de experiencias es, entonces, excesivamente estrecho. Ernest Nagel alega que la experimentación controlada tampoco es posible en ciencias como la astronomía y la embriología. No obstante, éstas se han desarrollado de manera satisfactoria (para los empiristas).

## Otros aspectos

### Historicidad y leyes sociales
Susana de Luque escribió: “En este punto la pregunta es si es posible establecer leyes generales de validez universal, en la medida en que los fenómenos sociales varían de acuerdo con las circunstancias histórico-culturales en las que se producen. Nagel piensa que la posibilidad de la ciencia social de establecer leyes generales existe, aunque es muy restringida”.
“Desde la perspectiva de este autor, no hay argumentos valederos para descartar de manera absoluta la posibilidad de que las ciencias sociales encontrarán una teoría general de los sistemas sociales construida como «estructura de relaciones invariantes». A partir de esta gran teoría abarcadora, las especificaciones histórico-culturales podrían ser entendidas como el resultado de valores diferentes en determinadas variables. Cada una de ellas sería comprendida como un caso de esas leyes”.
“Si las ciencias sociales deben buscar relaciones invariantes a través de una amplia gama de conductas sociales diferentes cultural e históricamente, los conceptos establecidos (en tales leyes) no deben de ser específicos. Deben ser, en cambio, lo más generales y abstractos posibles. En algunos casos es factible inclusive la matematización de las variables (se le pueden asignar valores constantes, como ocurre con los casos ideales). Nagel les reprocha a los investigadores sociales no haber profundizado la formulación de leyes generales a partir de casos ideales. Estas leyes son frecuentes en el caso de las ciencias naturales. Los casos reales constituyen aproximaciones, casos específicos, con variaciones mensurables respecto del ideal. Si bien la medición de la variación del caso específico respecto del ideal es más problemática en ciencias sociales que en ciencias naturales, esta técnica metodológica no ha sido, de acuerdo con el autor, suficientemente explotada”.

### Estudio de los valores
Así, pues, dado que resulta imposible eliminar las predisposiciones humanas en los asuntos que nos interesan vitalmente, algunos sociólogos han desterrado de su programa todos los problemas del valor, tratando de limitarse a la teoría de los acontecimientos sociales. Este esfuerzo por mirar las acciones humanas con la misma neutralidad ética con que miramos las figuras geométricas es admirable. Pero los problemas del valor humano no pueden eludirse, y aquellos que los echan por la puerta principal, los dejan entrar inadvertidamente y, por lo tanto, libres de crítica, por la puerta trasera. Es mejor, entonces, tratar directamente de llevar el espíritu científico crítico al estudio mismo de los valores morales. Solo la reflexión crítica y el conocimiento más amplio de la variedad de los ideales humanos pueden sacudir la ingenua confianza original en el carácter absoluto de nuestros ideales contemporáneos y locales.

### Búsqueda de la verdad
A la larga, la mejor forma para la ciencia social de alcanzar su meta, consiste en hacer que quienes la cultivan se preocupen más por la propia tarea científica y por la rigurosa adhesión a sus reglas de evidencia, que por cualquiera de los usos a que pudieran conducir sus descubrimientos. Esto no implica que los investigadores sociales hayan de mantenerse totalmente indiferentes frente al surgimiento y a los horrores de las miserias humanas. Pero el reformador social, al igual que el médico, el ingeniero y el agrónomo, solo puede mejorar la condición humana en la medida en que utilice el trabajo de aquellos que practican la ciencia por ella misma y sin consideración por aplicaciones prácticas. Pero al fin, debemos recordar que el conocimiento de la verdad, al igual que la visión de la belleza, es un bien en sí mismo.
Subordinar la búsqueda de la verdad a consideraciones prácticas es dejarnos inermes frente al fanatismo de políticos y propagandistas, que tienen mucho más interés en que triunfen sus partidos que en averiguar si tienen o no razón. La búsqueda de la ciencia pura puede no impedir completamente que nuestros supuestos iniciales se hallen contaminados por preferencias vitales prácticas. Pero esto no implica la negación de que la altura comprendida en la búsqueda de la ciencia pura es la condición indispensable de esa libertad que hace civilizados a los hombres. Si se mantuviera, como podría hacerse con justicia, que ese ideal es inalcanzable, la única respuesta posible sería que ello también ocurre con el ideal de la belleza, de la santidad y de todo lo demás que puede merecer el interés del pensamiento y que ennoblece a los hombres.